# Deuteronomos nigrescens
Deuteronomos nigrescens là một loài bướm đêm trong họ Geometridae.